# Boucaid
Boucaid (em árabe: بوقايد) é uma comuna localizada na província de Tissemsilt, Argélia. Sua população estimada em 2008 era de 8 843 habitantes.